# Gabriel Gallicchio
Gabriel Alejandro Gallicchio (Buenos Aires, 17 de mayo de 1991) es un actor argentino, mayormente conocido por interpretar el papel de Blas en la telenovela infantojuvenil de Canal 13, Simona.

## Carrera
Su carrera como actor comenzó en la segunda temporada de la telenovela Infanto-Juvenil Floricienta en 2005, haciendo el papel de Lucas, novio de Roberta (interpretada por Lali Espósito). Más tarde, en 2006, participó en la telenovela Juvenil Alma pirata. Ambas telenovelas fueron producidas por Cris Morena.
De 2010 a 2011, tuvo un rol recurrente en la telenovela juvenil de Nickelodeon, Sueña conmigo en la que interpretó a "Ronnie", mejor amigo de "Juaco" (interpretado por Nicolás D'Agostino) y de "Titán" (interpretado por Valentín Villafañe). En los siguientes años tuvo múltiples participaciones menores en telenovelas.  
Gabriel hizo cine en 2013, formando parte de la película Las chicas del 3º protagonizada por Betiana Blum, Lucrecia Capello, Ingrid Grudke, Carlos Kaspar, Juana Repetto, entre otros.  
También lo hizo en 2015 en la película Francisco: El padre Jorge donde interpretó a Francisco (papa) en sus épocas de juventud. 
En 2017,trabajó en las tiras de Pol-ka Divina, está en tu corazón, Quiero vivir a tu lado y Las Estrellas.
En 2018, interpretó al personaje de Blas en Simona, mejor amigo de Dante Guerrico (Agustín Casanova) quien regresa luego de 8 meses de Canadá para trabajar como bartender en el local del antes mencionado. Antes de irse de viaje tuvo un acercamiento (beso) con el menor de los hermanos Guerrico Júnior (Renato Quattordio) quien, en un principio no aceptaba su sexualidad, pero finalmente Blas termina por ayudarlo a descubrirse a sí mismo.
Además formó parte del musical de la misma serie, en el estadio Luna Park de Buenos Aires y su gira por el interior, dirigido por Florencia Bertotti
En marzo de este año, formó parte de la serie de Net TV Millenials donde interpretó al personaje de Juancho y en abril se estrenara la película Palau, la película, de la cual formó parte.
Gabriel además participó en múltiples publicidades argentinas.

## Filmografía

### Cine
| Año  | Título                    | Papel                   | Dirección              |
| ---- | ------------------------- | ----------------------- | ---------------------- |
| 2007 | El tesoro del portugués   | Juancho                 | Néstor Paternostro     |
| 2014 | Las chicas del 3º         | Bautista                | Maximiliano Pelosi     |
| 2015 | Francisco, el padre Jorge | Jorge Bergoglio (joven) | Beda Docampo Feijoó    |
| 2019 | Pájaros rojos             | Agustín                 | Carlos Martínez        |
| 2019 | Palau, la película        | Alfredo                 | Kevin Knoblock         |
| 2020 | Lejos de casa             | Sebastián               | María Laura Daríomerlo |
| 2021 | Cato                      | Médico 3                | Peta Rivero y Hornos   |
| 2021 | Un jabalí al acecho       | Lucho                   | Daniel Alvaredo        |
| 2022 | La ley del embudo         | Martín                  | Daniel Alvaredo        |

### Televisión
| Año       | Título                               | Papel                     | Notas                        |
| --------- | ------------------------------------ | ------------------------- | ---------------------------- |
| 2005      | Floricienta                          | Lucas                     |                              |
| 2006      | Amo de casa                          |                           |                              |
| 2006      | Las aventuras del Doctor Miniatura   | Niño con miopía           |                              |
| 2006      | Alma pirata                          |                           |                              |
| 2008      | Don Juan y su bella dama             |                           |                              |
| 2010-2011 | Sueña conmigo                        | Ronaldo «Ronnie» Milongui |                              |
| 2011      | Televisión x la inclusión            | Emanuel Estévez           | Episodio: «Matonaje escolar» |
| 2012      | Lobo                                 |                           |                              |
| 2013      | Farsantes                            |                           |                              |
| 2013      | Solamente vos                        |                           |                              |
| 2015      | Entre caníbales                      | Diego Pirandelo           |                              |
| 2017      | Divina, está en tu corazón           | Ciro Berandi              |                              |
| 2017      | Quiero vivir a tu lado               | Felipe                    |                              |
| 2017      | Once                                 | Rayo García               |                              |
| 2017      | Las Estrellas                        | Luca Murray               |                              |
| 2018      | Simona                               | Blas Quevedo Linares      |                              |
| 2019      | Millennials                          | Juan Cruz «Juancho»       |                              |
| 2022      | Los protectores                      | Juani                     | Episodio: «Boda argenta»     |
| 2023      | Argentina, tierra de amor y venganza | Sergio                    |                              |

### Videos musicales
| Año  | Video            | Artista |
| ---- | ---------------- | ------- |
| 2017 | «Amor prohibido» | MYA     |

## Teatro
| Año  | Título                               | Papel                | Lugar               |
| ---- | ------------------------------------ | -------------------- | ------------------- |
| 2004 | El diez entre el cielo y el infierno | Niño                 | Teatro Metropolitan |
| 2013 | Parque Lezama                        | Rodrigo              | Teatro Liceo        |
| 2018 | Simona, en vivo                      | Blas Quevedo Linares | Estadio Luna Park   |